# Die Helden der Stadt
Die Helden der Stadt (Originaltitel Stadens Hjältar) ist eine schwedische Computeranimationsserie für Kinder im Vorschulalter. Sie spielt in einer kleinen Stadt voller anthropomorpher Fortbewegungsmittel. Im Mittelpunkt stehen ein Polizeiauto namens Paulie und ein Feuerwehrwagen namens Fiona, die in jeder Folge neue Einsätze zu bestehen haben und zusammen Verbrechen und Feuer in der kleinen Stadt bekämpfen. Eine der wenigen nicht-motorisierten Hauptfiguren ist Kasimir Krähe, eine Krähe, die vom Pech verfolgt wird und umso mehr auf die Freundschaft der anderen angewiesen ist.